# 亨利·羅曼·古爾比諾維茨
亨利·羅曼·古爾比諾維茨（波蘭語：Henryk Roman Gulbinowicz，1923年10月17日—2020年11月16日）是波蘭籍天主教司鐸級樞機及弗羅茨瓦夫總教區榮休總主教。

## 生平
古爾比諾維茨出生于1923年10月17日现今的立陶宛維爾紐斯（当时属波兰）。於1950年6月18日，在立陶宛維爾紐斯總教區晉鐸。
他於1970年2月8日晉牧，並獲教宗若望保祿二世任命為維爾紐斯總教區宗座署理，領銜阿奇教區主教。1976年1月3日，接替擔任波蘭弗羅茨瓦夫總教區正權總主教。
若望保祿二世1985年5月25日將他擢升為司鐸級樞機，他於2004年4月3日榮休。

## 牧徽

亨里克·羅曼·古爾比諾維茨枢机牧徽